# Neu Tramm
Neu Tramm ist ein Ortsteil der Stadt Dannenberg (Elbe) im Landkreis Lüchow-Dannenberg in Niedersachsen. Er besteht hauptsächlich aus der in Rundlingsdorfbauweise errichteten ehemaligen Kaserne Neu Tramm. Weitere untergeordnete Gebäude sind eine ehemalige Fabrik sowie einige Wohngebäude.

## Lage
Neu Tramm liegt ungefähr fünf Kilometer südlich der Dannenberger Innenstadt und einen Kilometer westlich der B 248 unweit des Dorfes Tramm. Weitere Gebäude des Ortsteiles befinden sich auf einem unmittelbar an den Eingangsbereich der Kaserne angrenzenden Fabrikgelände, das seit 1999 von einem Kulturverein genutzt wird und 2016 vom selbigen gekauft wurde. Im Osten der Kaserne Neu Tramm befindet sich eine Kriegsgräberstätte, auf der sechs sowjetische Kriegsgefangene bestattet sind. In Neu Tramm befinden sich darüber hinaus zwei nach dem Zweiten Weltkrieg ursprünglich für Offiziere und Unteroffiziere der Kaserne errichtete Reihenhäuser mit zusammen acht Wohneinheiten.

## Geschichte
Der Ort wurde 1994 nach Schließung der Kaserne Neu Tramm ein Ortsteil von Dannenberg. Die Kaserne wurde 1939 errichtet. 1941 wurden Truppenteile der Luftwaffe der Wehrmacht stationiert und 1944 V1 montiert – auch modifizierte für den geplanten Selbstopfer-Einsatz. Nach dem Zweiten Weltkrieg wurde die Liegenschaft von Bundesgrenzschutz und Bundeswehr genutzt. Hier waren die Soldaten untergebracht, die auf dem Aufklärungsturm auf dem Thurauer Berg Dienst leisteten.